# Nové Dvory (Lipník nad Bečvou)

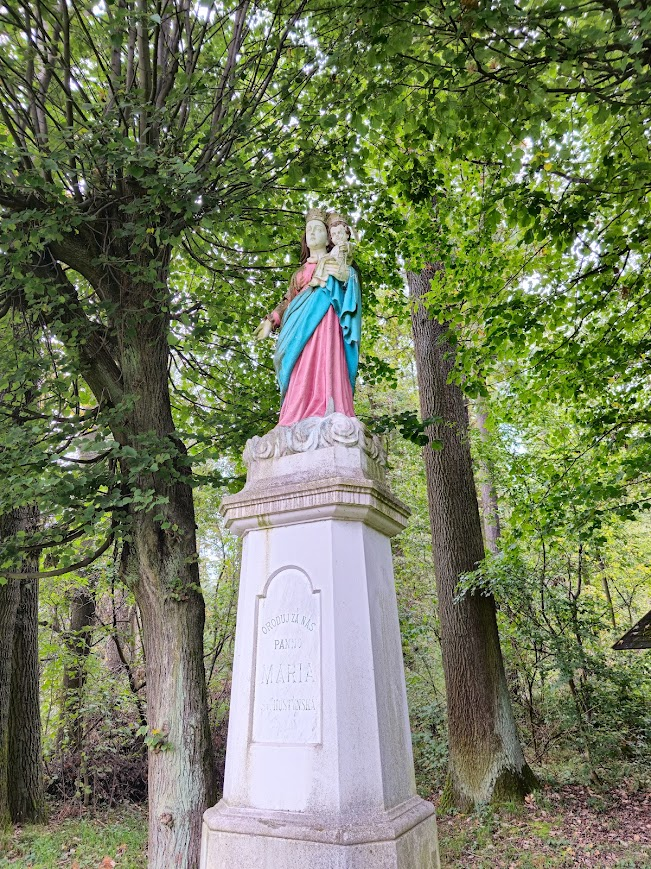
Socha Panny Marie v Nových Dvorech

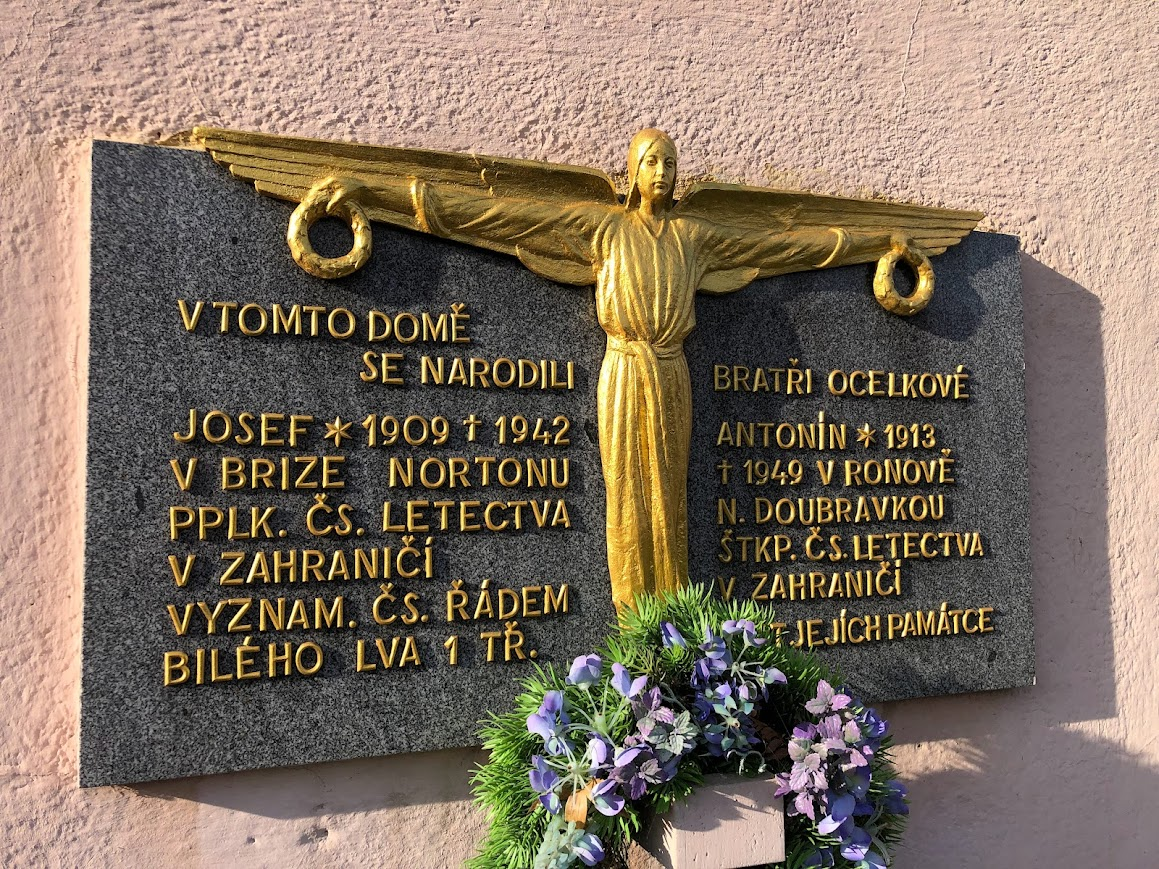
Pamětní deska na rodném domě bratrů Josefa a Antonína Ocelky.

Nové Dvory jsou vesnice, část města Lipník nad Bečvou v okrese Přerov. Nachází se asi 3 km jihozápadně od Lipníku nad Bečvou v nadmořské výšce 227 m n. m. Založena byla v roce 1820 jako dominikální osada pod názvem Karlshof, založená v jižním sousedství stejnojmenného dvora, který v 18. století postavil Karel Max z Dietrichstejna. Později se ves nazývala Neuhof, Nový Dvůr a Nové Dvory. Prochází tudy silnice II/434, nedaleko obce i cyklostezka Bečva. V roce 2009 zde bylo evidováno 76 adres. V roce 2001 zde trvale žilo 203 obyvatel. Patronem obce je Svatý Vendelín.
Lipník nad Bečvou III-Nové Dvory leží v katastrálním území Nové Dvory nad Bečvou o rozloze 2,85 km2.
V této obci se narodil v pořadí třetí velitel 311. československé bombardovací perutě, generálmajor letectva Josef Ocelka.

## Zajímavosti
- kaplička z roku 1850
- památná hrušeň
- kříž
- socha sv. Panny Marie hostýnské
- studánka s obsahem sirovodíku
- v lesích nad obcí byly nalezeny ostatky pravěkých lidí
- Novodvorský pivovar

Novodvorský pivovar funguje od roku 2015. Na památku Josefa Ocelky uvařili polotmavou třináctku (Bombarďák) ze chmelů Challenger a Žateckého poloraného červeňáku.
Minipivovar taktéž vaří pivo HOCHMEISTER 12°, čímž se stal exkluzivně přímým pokračovatelem staleté tradice vaření piva Řádem německých rytířů, která ve městě Freudenthal (Bruntál) započala již roku 1653 a trvala pak nepřetržitě až do roku 1938.